# Tour de Catalogne 1966
Le Tour de Catalogne 1966 est la 46e édition du Tour de Catalogne, une course cycliste par étapes en Espagne. L'épreuve se déroule sur 9 étapes du 11 au 18 septembre 1966 sur un total de 1 316,0 km. Le vainqueur final est le Néerlandais Arie den Hartog de l'équipe Ford France, devant Jacques Anquetil et Paul Gutty.

## Étapes
| Étape | Date         | Parcours                                        | km    | Vainqueur d’étape | Leader du classement général |
| ----- | ------------ | ----------------------------------------------- | ----- | ----------------- | ---------------------------- |
| 1     | 11 septembre | Sabadell – Barcelone                            | 80,0  | Walter Godefroot  | Walter Godefroot             |
| 2     | 11 septembre | Barcelone – Cambrils                            | 114,0 | Walter Godefroot  | Walter Godefroot             |
| 3     | 12 septembre | Cambrils – Sant Carles de la Ràpita             | 131,0 | Anatole Novak     | Anatole Novak                |
| 4     | 13 septembre | Sant Carles de la Ràpita - Tarragone            | 156,0 | Walter Godefroot  | Anatole Novak                |
| 5     | 14 septembre | Tarragone - La Massana (AND)                    | 212,0 | Arie den Hartog   | Arie den Hartog              |
| 6     | 15 septembre | La Massana (AND) - Collioure                    | 196,0 | Julien Stevens    | Arie den Hartog              |
| 7a    | 16 septembre | Collioure - Sant Feliu de Guíxols               | 86,0  | Walter Godefroot  | Arie den Hartog              |
| 7b    | 16 septembre | Sant Feliu de Guíxols – Condado de Jaruco (clm) | 43,0  | Jacques Anquetil  | Arie den Hartog              |
| 8     | 17 septembre | Condado de Jaruco - Vallpineda                  | 156,0 | Eric Demunster    | Arie den Hartog              |
| 9     | 18 septembre | Vallpineda - Barcelone                          | 90,0  | Walter Godefroot  | Arie den Hartog              |

### 1reétape[1]
11-09-1966: Sabadell – Barcelone, 80,0 km :
|   | Cycliste            | Équipe              | Temps           |
| - | ------------------- | ------------------- | --------------- |
| 1 | Walter Godefroot    | Wiel's-Groene Leeuw | 1 h 53 min 55 s |
| 2 | Frans Verbeeck      | Wiel's-Groene Leeuw | m.t.            |
| 3 | Gregorio San Miguel | Kas                 | m.t.            |

|   | Cycliste            | Équipe              | Temps           |
| - | ------------------- | ------------------- | --------------- |
| 1 | Walter Godefroot    | Wiel's-Groene Leeuw | 1 h 53 min 55 s |
| 2 | Frans Verbeeck      | Wiel's-Groene Leeuw | m.t.            |
| 3 | Gregorio San Miguel | Kas                 | m.t.            |

### 2eétape[1]
11-09-1966: Barcelone – Cambrils, 144,0 km :
|   | Cycliste         | Équipe              | Temps           |
| - | ---------------- | ------------------- | --------------- |
| 1 | Walter Godefroot | Wiel's-Groene Leeuw | 2 h 41 min 18 s |
| 2 | Paul Lemetayer   | Ford France         | m.t.            |
| 3 | Frans Verbeeck   | Wiel's-Groene Leeuw | m.t.            |

|   | Cycliste         | Équipe              | Temps           |
| - | ---------------- | ------------------- | --------------- |
| 1 | Walter Godefroot | Wiel's-Groene Leeuw | 4 h 35 min 13 s |
| 2 | Frans Verbeeck   | Wiel's-Groene Leeuw | m.t.            |
| 3 | Paul Lemetayer   | Ford France         | m.t.            |

### 3eétape[2]
12-09-1966: Cambrils – Sant Carles de la Ràpita, 131,0 km :
|   | Cycliste                 | Équipe         | Temps           |
| - | ------------------------ | -------------- | --------------- |
| 1 | Anatole Novak            | Ford France    | 3 h 14 min 48 s |
| 2 | Bernard Van De Kerckhove | Ford France    | + 1 s           |
| 3 | Paul Gutty               | Grammont-Tigra | + 3 s           |

|   | Cycliste                 | Équipe         | Temps           |
| - | ------------------------ | -------------- | --------------- |
| 1 | Anatole Novak            | Ford France    | 7 h 50 min 01 s |
| 2 | Bernard Van De Kerckhove | Ford France    | + 1 s           |
| 3 | Paul Gutty               | Grammont-Tigra | + 3 s           |

### 4eétape[2]
13-09-1966: Sant Carles de la Ràpita - Tarragone, 156,0 km :
|   | Cycliste         | Équipe              | Temps           |
| - | ---------------- | ------------------- | --------------- |
| 1 | Walter Godefroot | Wiel's-Groene Leeuw | 4 h 44 min 39 s |
| 2 | Michael Wright   | Wiel's-Groene Leeuw | m.t.            |
| 3 | Noël De Pauw     | Solo-Superia        | m.t.            |

|   | Cycliste                 | Équipe         | Temps            |
| - | ------------------------ | -------------- | ---------------- |
| 1 | Anatole Novak            | Ford France    | 12 h 34 min 40 s |
| 2 | Bernard Van De Kerckhove | Ford France    | + 1 s            |
| 3 | Paul Gutty               | Grammont-Tigra | + 3 s            |

### 5eétape[3]
14-09-1966: Tarragone - La Massana, 212,0 km :
|   | Cycliste             | Équipe      | Temps           |
| - | -------------------- | ----------- | --------------- |
| 1 | Arie den Hartog      | Ford France | 6 h 12 min 37 s |
| 2 | Vicente López Carril | Kas         | m.t.            |
| 3 | Jaume Alomar         | Fagor       | + 1 min 02 s    |

|   | Cycliste             | Équipe      | Temps            |
| - | -------------------- | ----------- | ---------------- |
| 1 | Arie den Hartog      | Ford France | 18 h 47 min 26 s |
| 2 | Vicente López Carril | Kas         | m.t.             |
| 3 | Jaume Alomar         | Fagor       | + 1 min 02 s     |

### 6eétape[4]
15-09-1966: La Massana - Collioure , 196,0 km :
|   | Cycliste         | Équipe              | Temps           |
| - | ---------------- | ------------------- | --------------- |
| 1 | Julien Stevens   | Solo-Superia        | 5 h 23 min 08 s |
| 2 | Paul Lemetayer   | Ford France         | + 38 s          |
| 3 | Walter Godefroot | Wiel's-Groene Leeuw | m.t.            |

|   | Cycliste             | Équipe      | Temps            |
| - | -------------------- | ----------- | ---------------- |
| 1 | Arie den Hartog      | Ford France | 24 h 11 min 12 s |
| 2 | Vicente López Carril | Kas         | m.t.             |
| 3 | Jaume Alomar         | Fagor       | + 1 min 02 s     |

### 7eétape[5]
16-09-1966: (7A Collioure - Sant Feliu de Guíxols 86 km) et (7B Sant Feliu de Guíxols – Condado de Jaruco 43 km CRI):
|   | Cycliste                | Équipe              | Temps           |
| - | ----------------------- | ------------------- | --------------- |
| 1 | Walter Godefroot        | Wiel's-Groene Leeuw | 3 h 48 min 45 s |
| 2 | Antonio Gómez del Moral | Kas                 | m.t.            |
| 3 | Jean Stablinski         | Ford France         | + 2 s           |

|   | Cycliste           | Équipe      | Temps           |
| - | ------------------ | ----------- | --------------- |
| 1 | Jacques Anquetil   | Ford France | 1 h 02 min 37 s |
| 2 | José Pérez Francés | Ferrys      | + 2 min 25 s    |
| 3 | Arie den Hartog    | Ford France | + 2 min 28 s    |

|   | Cycliste           | Équipe      | Temps           |
| - | ------------------ | ----------- | --------------- |
| 1 | Jacques Anquetil   | Ford France | 4 h 52 min 00 s |
| 2 | José Pérez Francés | Ferrys      | + 1 min 52 s    |
| 3 | Arie den Hartog    | Ford France | + 2 min 17 s    |

|   | Cycliste         | Équipe         | Temps            |
| - | ---------------- | -------------- | ---------------- |
| 1 | Arie den Hartog  | Ford France    | 29 h 05 min 29 s |
| 2 | Jacques Anquetil | Ford France    | + 1 min 23 s     |
| 3 | Paul Gutty       | Grammont-Tigra | + 2 min 07 s     |

### 8eétape[6]
17-09-1966: Condado de Jaruco - Vallpineda, 156,0 km :
|   | Cycliste         | Équipe              | Temps           |
| - | ---------------- | ------------------- | --------------- |
| 1 | Eric Demunster   | Wiel's-Groene Leeuw | 4 h 28 min 53 s |
| 2 | Walter Godefroot | Wiel's-Groene Leeuw | + 5 min 06 s    |
| 3 | Paul Lemetayer   | Ford France         | m.t.            |

|   | Cycliste         | Équipe         | Temps            |
| - | ---------------- | -------------- | ---------------- |
| 1 | Arie den Hartog  | Ford France    | 33 h 39 min 31 s |
| 2 | Jacques Anquetil | Ford France    | + 1 min 23 s     |
| 3 | Paul Gutty       | Grammont-Tigra | + 2 min 07 s     |

### 9eétape[7]
18-09-1966: Vallpineda - Barcelone, 90,0 km :
|   | Cycliste         | Équipe              | Temps           |
| - | ---------------- | ------------------- | --------------- |
| 1 | Walter Godefroot | Wiel's-Groene Leeuw | 2 h 07 min 33 s |
| 2 | Jaume Alomar     | Fagor               | m.t.            |
| 3 | Michael Wright   | Wiel's-Groene Leeuw | m.t.            |

|   | Cycliste         | Équipe         | Temps            |
| - | ---------------- | -------------- | ---------------- |
| 1 | Arie den Hartog  | Ford France    | 35 h 47 min 04 s |
| 2 | Jacques Anquetil | Ford France    | + 1 min 23 s     |
| 3 | Paul Gutty       | Grammont-Tigra | + 2 min 07 s     |

## Classement général
|    | Cycliste                | Équipe         | Temps            |
| -- | ----------------------- | -------------- | ---------------- |
| 1  | Arie den Hartog         | Ford France    | 35 h 47 min 04 s |
| 2  | Jacques Anquetil        | Ford France    | + 1 min 23 s     |
| 3  | Paul Gutty              | Grammont-Tigra | + 2 min 07 s     |
| 4  | Vicente López Carril    | Kas            | + 2 min 17 s     |
| 5  | Ginés García            | Fagor          | + 2 min 29 s     |
| 6  | Antonio Gómez del Moral | Kas            | + 2 min 48 s     |
| 7  | Joaquín Galera          | Kas            | + 2 min 53 s     |
| 8  | Jaume Alomar            | Fagor          | + 3 min 11 s     |
| 9  | José Pérez Francés      | Ferrys         | + 3 min 18 s     |
| 10 | Mariano Díaz            | Fagor          | + 3 min 55 s     |

## Classements annexes
|   | Cycliste         | Équipe      | Points |
| - | ---------------- | ----------- | ------ |
| 1 | Joaquín Galera   | Kas         | 34     |
| 2 | Aurelio González | Kas         | 28     |
| 3 | Julio Jiménez    | Ford France | 25     |

|   | Cycliste           | Équipe          | Points |
| - | ------------------ | --------------- | ------ |
| 1 | Carlos Echeverría  | Kas             | 24     |
| 2 | Ramon Sáez         | Ferrys          | 17     |
| 3 | Josep Segú Soriano | Ondina-Libertas | 17     |

|   | Cycliste         | Équipe              | Points |
| - | ---------------- | ------------------- | ------ |
| 1 | Walter Godefroot | Wiel's-Groene Leeuw | 64     |
| 2 | Paul Lemetayer   | Ford France         | 43     |
| 3 | Michael Wright   | Wiel's-Groene Leeuw | 39     |

|   | Équipe      | Pays    | Temps             |
| - | ----------- | ------- | ----------------- |
| 1 | Kas         | Espagne | 143 h 20 min 48 s |
| 2 | Ford France | France  | + 1 min 20 s      |
| 3 | Fagor       | Espagne | + 1 min 58 s      |